# Vila Anglo Brasileira
Vila Anglo Brasileira é um bairro localizado na zona oeste da cidade brasileira de São Paulo, no distrito de Perdizes, cercado com casas de alto padrão.
Limita-se com os bairros de: Jardim Vera Cruz, Sumarezinho, Pompeia, Jardim Ligia e Vila Romana.
O bairro de classe média, majoritariamente residencial, apresenta vias tortuosas, baixa verticalização e ruas arborizadas, abriga também a Editora Gente, a E.E. Mauro de Oliveira e parte da praça Vicente Tramonte Garcia.

## História
O bairro de Vila Anglo Brasileira, que passou a ser identificada com esse nome nos mapas paulistanos a partir da Década de 1930, recebeu este nome como uma homenagem aos ingleses que trabalhavam na Ferrovia São Paulo Railway, que passava na região da Água Branca e Lapa, e que construíram muitos sobrados geminados na Vila Romana, onde a população imigrante era majoritariamente italiana.